# Clyde Hart
Pour les articles homonymes, voir Hart.
Clyde Hart (né en 1935) était le directeur de la section athlétisme des Bears de Baylor de l'université Baylor à Waco au Texas de 1964 à 2005.

## Biographie
Natif de l’Arkansas, Hart était un très bon athlète du lycée Hot Springs, remportant d'ailleurs le titre de l’État sur 100 yd en 1951. Il entre ensuite à l’université Baylor, où et intègre son pôle d’athlétisme les Baylor Bears. Il y reste pendant ses quatre années d’étude. Après avoir obtenu son diplôme en 1956, il devient entraîneur d’athlétisme dans un lycée de  Little Rock de 1957 à 1963, date à laquelle il revient à Baylor de l’équipe d’athlétisme là encore.
Après 42 ans de carrière, il prend sa retraite en tant qu'entraîneur principal le 14 juin 2005. Néanmoins, il continue encore d'entraîner Sanya Richards, ainsi que Jeremy Wariner, qui après s'être éloigné de lui début 2008, a décidé de revenir profiter de l'expérience de Hart après une saison médiocre.

## Principaux faits
Clyde Hart est principalement connu pour avoir été l'entraîneur du quarter-miler Michael Johnson, cinq fois champions olympiques (1992 : 4 × 400 m ; 1996 : 200 et 400 m ; 2000 : 400 et 4 × 400 m) et neuf fois champions du monde. Ce dernier est aussi l'ancien détenteur du record du monde du 400 mètres (43 s 18) détrôné en 2016 par le sud-africain Wade Van Niekerk. Il a aussi détenu celui du 200 m de 1996 à 2008 (19 s 32) avant que ce dernier ne soit battu par le Jamaïcain Usain Bolt.
Hart a aussi été l'entraîneur de Darold Williamson et de Gregory Haughton.